# 6-й парашютный батальон (Великобритания)
6-й (королевских уэльсцев) парашютный батальон (англ. 6th (Royal Welch) Parachute Battalion) — воздушно-десантный батальон Парашютного полка Великобритании, существовавший в 1942—1947 годах и участвовавший во Второй мировой войне. Создан на основе 10-го батальона Королевских уэльских фузилёров, переформированного в парашютное подразделение. Состоял во 2-й парашютной бригаде 1-й воздушно-десантной дивизии. Боевое крещение принял во время операции «Слэпстик» в Таранто, после ухода 1-й воздушно-десантной дивизии сражался под Монте-Кассино. Первую десантную операцию 6-й батальон осуществил во время операции «Драгун» на юге Франции, а затем участвовал в операции «Манна» в Греции. После войны служил в 6-й воздушно-десантной дивизии и был расформирован в 1947 году, а его личный состав был переведён в 4-й парашютный батальон.

## История формирования

### Предпосылки

Британские парашютисты в Норвиче в форме для прыжков

Премьер-министр Великобритании Уинстон Черчилль был впечатлён действиями немецких парашютистов во время Французской кампании и приказал военному министерству заняться созданием в Британской армии корпуса парашютистов численностью 5 тысяч человек. Требования к солдатам для службы в рядах этого корпуса были достаточно жёсткими, и из первых 3500 человек только 500 прошли отбор и получили дальнейшее право обучаться.
22 июня 1940 2-е подразделение британских коммандос было преобразовано в парашютное и с 21 ноября стало известно как 11-й батальон Особой воздушной службы (позднее оно стало 1-м парашютным батальоном), получив в своё распоряжение крыло планеров и десантное оборудование. Именно эти солдаты провели первую британскую воздушно-десантную операцию под кодовым названием «Колосс» 10 февраля 1941, успех которой стал отправной точкой для дальнейшего расширения воздушно-десантных сил. Так в апреле 1942 года в Дербишире был создан учебный центр для парашютистов и образован Парашютный полк, а к августу 1942 года началось преобразование пехотных батальонов в воздушно-десантные. Тех добровольцев, которые не были способны пройти все тесты для зачисления в личный состав парашютных подразделений, заменяли добровольцы из других подразделений.

### Образование батальона

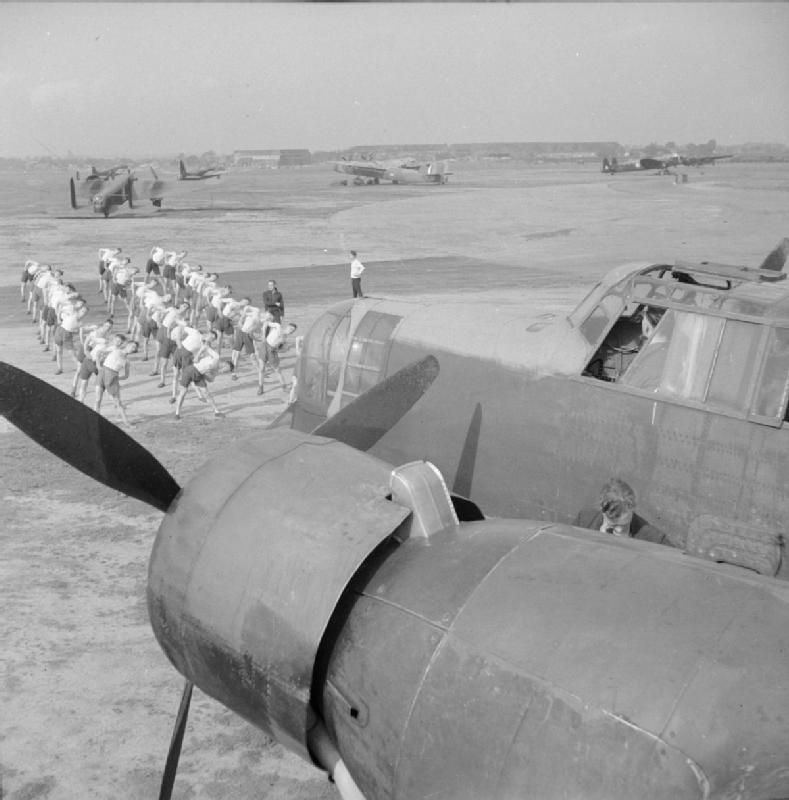
Солдаты батальона тренируются на аэродроме Рингуэй в августе 1942 года

10-й батальон Королевских уэльских фузилёров был по распоряжению подполковника Чарльза Хилари Воуэна Причарда (англ. Charles Hilary Vaughan Pritchard) преобразован в 6-й (королевских уэльсцев) парашютный батальон в августе 1942 года и включён вместе с 4-м и 5-м парашютными батальонами во 2-ю парашютную бригаду. Численность батальона на момент образования составляла 556 человек, которые служили в трёх ротах. В состав каждой роты входили небольшой штаб и три взвода. В каждом взводе было тяжёлое оружие: три пулемёта BREN и три 2-дюймовых миномёта (по одному на отделение). Из тяжёлого оружия в батальоне были только 3-дюймовые миномёты и станковые пулемёты Vickers на вооружении каждого взвода. К 1944 году в составе батальона появилась рота поддержки, куда входили пять взводов — взвод моторного транспорта, взвод связистов, взвод миномётчиков, взвод пулемётчиков и взвод противотанкового оружия. В их распоряжении было восемь 3-дюймовых миномётов, четыре станковых пулемёта Vickers и десять противотанковых гранатомётов PIAT.
Все солдаты батальона должны были пройти 12-дневный курс прыжков с парашютом, который проводился в 1-й парашютной школе британских ВВС на аэродроме Рингуэй. Первоначальное обучение включало в себя прыжки с парашютом с управляемого заградительного аэростата, после которых шли пять прыжков с самолёта. Аэростаты использовались для того, чтобы ускорять процесс обучения: упражнения по прыжкам с аэростатов выполняли более 5 тысяч человек. В случае, если парашютист оказывался не в состоянии выполнить хотя бы один прыжок, он возвращался в расположение своего предыдущего подразделения, а остальные получали право носить бордовый берет и кокарду парашютиста в форме крыльев на этом берете.
Воздушно-десантные войска должны были бороться против превосходящего по численности противника, вооружённого тяжёлым стрелковым оружием, артиллерией и даже танками. Поэтому обучение парашютистов должно было в первую очередь укрепить их боевой дух, приучить их к дисциплине, возможности рассчитывать только на свои силы и повысить их агрессивность. Огромное значение уделялось физической подготовке, навыкам точной стрельбы и ориентированию на местности. Значительную часть времени во время учений тратили на марш-броски и штурмы позиций условного противника: захват и удерживание автодорожных, железнодорожных мостов и береговых укреплений. По окончании этих упражнений батальон должен был самостоятельно вернуться в свои казармы и подтвердить тем самым свою выносливость: воздушно-десантный взвод должен был уметь преодолевать 80 км за сутки, а батальон — 51 км. Это умение было подтверждено в апреле 1945 года, когда 3-я парашютная бригада преодолела 24 км за сутки, проведя суммарно 18 часов в ближнем бою, а 5-я парашютная бригада прошла 80 км за трое суток, также проведя суммарно две ночи в постоянных стычках с противником.

## Боевой путь

### Италия
1-я британская воздушно-десантная дивизия, в состав которой входил 6-й (королевских) уэльсцев парашютный батальон, была отправлена в Тунис в 1943 году для подготовки к высадке на остров Сицилия и Апеннинский полуостров. Были созданы планы операций, в которых должны были участвовать именно бригады. Первая высадка под кодовым названием «Лэдброук» выполнялась силами 1-й воздушно-десантной бригады, чей личный состав высаживался на планерах, с 9 по 10 июля 1943. Вторая операция, получившая кодовое название «Глаттон» (англ. Glutton), должна была выполняться силами всей 2-й парашютной бригады в ночь с 10 на 11 июля и заключалась в захвате моста около Августы, но из-за изменившихся обстоятельств была отменена. 1-я парашютная бригада должна была выполнить третью миссию — «Фастиан» — по захвату моста Примосоле в ночь с 13 на 14 июля.
1-я воздушно-десантная и 1-я парашютная бригады понесли огромные потери на Сицилии, поэтому на момент начала подготовки к операции «Слэпстик» только 2-я и 4-я парашютная бригады были в полной боевой готовности. В ходе этой операции планировалось осуществить высадку в порту Таранто. Из Бизерты 8 сентября 1943, за сутки до капитуляции Италии, отправилась 2-я парашютная бригада и высадилась, не встретив никакого сопротивления, однако во время переброски войск 56 солдат погибли: они переправлялись на минном заградителе HMS Abdiel, который наткнулся на поставленную в гавани мину и затонул. 4-я парашютная бригада продвигалась тем временем вглубь, а 2-я бригада приняла на себя обязанности по зачистке порта и окрестностей. В городских боях и стычках на аэродроме Джоя дель Колле погиб генерал-майор 1-й дивизии Джордж Хопкинсон, и его обязанности на себя взял бригадир Эрнест Даун. Подполковник Причард был произведён в бригадиры и возглавил 2-ю бригаду, а его должность командира 6-м парашютным батальоном занял подполковник Дж. Р. Гудвин.
1-я воздушно-десантная дивизия покинула вскоре Италию и отправилась в Англию, а вот 2-я парашютная бригада продолжила действовать вместе с 6-м парашютным батальоном как отдельное формирование, подчиняясь 2-й новозеландской дивизии. В июне 1944 года небольшой отряд из 60 человек под командованием капитана Фицроя-Смита участвовал в операции «Хасти» по десантированию за немецкую линию обороны при Торричелле с целью перекрытия путей снабжения отступающим из Соры в Авеццано немцам.

### Франция
6-й парашютный батальон принял участие в своём первом настоящем десанте в Южной Франции: десантирование было осуществлено в 4:40 15 августа 1944. Во время приземления вся 2-я парашютная бригада рассеялась: только штаб бригады сумел высадиться в назначенной зоне. 4-й парашютный батальон насчитывал от 30 до 40 процентов боеспособного состава в зоне высадки, а 5-й — и того меньше, поскольку в зоне высадки оказалась только небольшая рота его личного состава. У 6-го парашютного батальона успешно прибыли на место десантирования до 70% личного состава. 6-й батальон занял местечки Ля-Мотт и Кластрон, где принял капитуляцию немецкого гарнизона. Пока выставлялась охрана деревень, несколько патрулей отправились устанавливать контакт с солдатами 517-го американского парашютного полка при Ля-Мотт. К 16:00 в зону высадки прибыли подкрепления из батальона, общая численность состава уже насчитывала 17 офицеров и более 300 солдат. Солдаты роты C отправились охранять дорогу между Ле-Мюи и Ле-Люк, готовясь атаковать отступающих немцев, но в 22:00 вернулись в зону высадки, так и не встретив попутно немцев. В ночь с 15 на 16 августа никаких инцидентов зафиксировано не было, а патруль вернулся из Ле-Мюи с 11 пленными немцами. 16 числа американский батальон захватил Ле-Мюи, и четырём патрульным сдались 70 солдат с шестью противотанковыми орудиями. В 14:00 17 августа два взвода из батальона заметили, что немцы отступали после столкновения с 5-м парашютным батальоном, после чего к британцам присоединились части 36-й и 45-й пехотных дивизий Армии США. 20 августа 6-й парашютный батальон достиг местечка Фреюс, а 25 августа были освобождены Канны. 2-я парашютная бригада 28 августа уже была в Неаполе, прибыв туда морем.

### Греция
2-я парашютная бригада была переброшена в Грецию для подготовки к операции «Манна», чтобы восстановить порядок на территории Греции до формирования правительства. Передовые части 4-го парашютного батальона высадились 12 октября 1944 в 45 километрах от Афин на аэродроме Мегара. Из-за плохой погоды высадка прошла с потерями, и бригада до конца не высадилась. Планировалось перебросить команду полевых врачей на планере на следующий день, чтобы оказать поддержку офицеру медицинской службы 4-го батальона. К 14 октября погодные условия улучшились, и большая часть бригады сумела десантироваться у Мегары, но сильные ветра привели к ряду серьёзных инцидентов: из 1900 десантников трое погибли при высадке и 97 были ранены. К Афинам направились 4-й и 6-й батальоны.
Бригада взяла на себя обязанности по поддержанию порядка в Афинах и сдерживанию коммунистов и монархистов, чтобы те не развязали очередное столкновение. 4 ноября 6-й батальон отправился в Фивы, а 5-й (шотландский) со штабом бригады и 127-м парашютным полевым госпиталем отправился в Салоники. Предполагалось вывести бригаду с греческой территории, но из-за обострения ситуации все подразделения вернулись в Афины. 2-я парашютная бригада и 2-я танковая бригада вступили в столицу, заняв оборону Акрополя и стратегически важных точек. Потери этих подразделений были в целом небольшими, но при этом постоянными. 6-й батальон потерял убитыми и ранеными 130 человек за время боёв в Греции.

### После войны
Батальон вернулся в Италию, где остался до конца войны. После завершения боевых действий он вернулся в Англию ненадолго, затем со всей бригадой перешёл в 6-ю воздушно-десантную дивизию, которая отправилась в Палестину. В декабре 1947 года в рамках армейской реформы 6-й парашютный батальон прекратил существование: его личный состав был переведён в 4-й парашютный батальон, который получил наименование 4/6-го.